# 約翰·謝·帕林

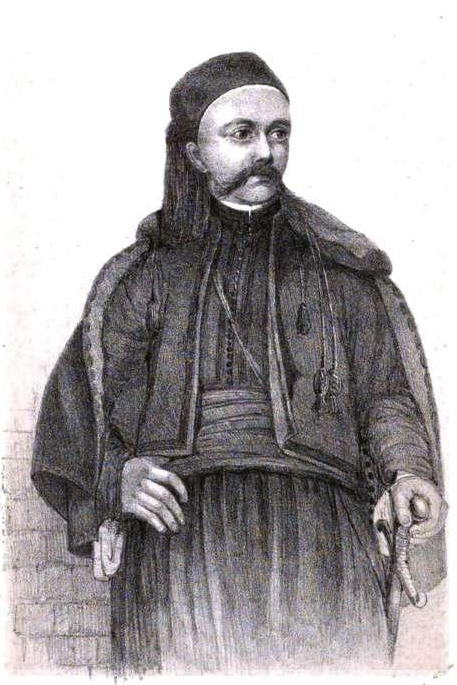
約翰·謝·帕林

約翰·謝·帕林（John Shae Perring，1813年—1869年）是一名英國工程師、人類學家和埃及學家，以挖掘和記錄埃及金字塔而聞名。
1837年，帕林和英國考古學家李察·威廉·哈沃德·威瑟開始在吉薩挖掘。後來加入喬瓦尼·卡維利亞。他們用火藥強行進入幾個紀念碑，然後到達裡面隱藏的墓室，如孟卡拉金字塔的墓室，並記錄他們走的路。當卡維利亞離開隊伍獨立工作時，帕林成為維斯的助手，並當維斯本人於1837年離開英格蘭時，在維斯的財政支援下繼續挖掘。